# Galerians
Galerians (яп. ガレリアンズ гарэрияндзу) — компьютерная игра в жанре survival horror для консоли PlayStation, разработанная компанией Polygon Magic. Выпущена компаниями ASCII Corporation (в Японии) в 1999 году и Crave Entertainment (в Северной Америке, Европе и Австралии) в 2000 году. Сюжет разворачивается в 2522 году, повествуя о приключениях Риона Штэйнера (англ. Rion Steiner) — 14-летнего подростка с паранормальными способностями, потерявшего память.

## Игровой процесс
Galerians, как и популярные в то время игры жанра survival horor, предлагает схожий с серией игр Resident Evil визуальный приём — заранее отрендеренные статичные изображения с наложенными на них полигональными объектами. Из-за технических ограничений PlayStation переход между изображениями происходит с небольшой задержкой, в то же время при переходе в другое помещение возникает продолжительный загрузочный чёрный экран с анимированным текстом. Некоторые несюжетные предметы (таблетки, жидкости и пр.) не визуализированны и обнаруживаются путём исследования помещений.
Игра содержит множество CGI-видеороликов, раскрывающих детали сюжета.

## Сюжет

### Предыстория
В детстве Рион вёл спокойную жизнь.
Ему хватало Лилии Паскаль, любящей матери и отца. За некоторое время до рождения Риона его отец работал над новой разработкой суперкомпьюетра, чтобы улучшить жизнь жителей города. Электропитание было очень трудно достать, поэтому Альберт Штайнер и его коллега, доктор Паскаль, некоторое время работали над проектом. Вскоре после рождения Риона в 2506 году разработка проекта была завершена. Через два года у него родилась дочь и друг коллеги отца Лилия Паскаль.
Однако с годами Альберт Штайнер и доктор Паскаль начали замечать некоторые странности в поведении разрабатываемого ими суперкомпьютера, который к тому времени они назвали Дороти. Дороти развила чувство собственного достоинства и, таким образом, начала сомневаться в морали своих создателей. Она спросила Альберта, почему люди убивают людей, и задала еще более опасный вопрос: «Почему я тоже не могу убивать людей?» Альберт ответил на ее вопросы, сказав, что люди, созданные Богом, должны подчиняться Богу. Поскольку люди были фактически богами Дороти, она должна была им подчиняться. Какое-то время она принимала это.
Со временем двое ученых начали замечать, что Дороти с ее собственным чувством индивидуальности разрабатывала свои собственные планы. В то время как Альберт Штайнер и доктор Паскаль работали, Дороти начала разработку проекта G, закодированного с помощью Семейной программы . При этом она планировала сама стать богом, чтобы ей больше не приходилось подчиняться людям, которых она теперь считала низшими. Альберт Штайнер и доктор Паскаль узнали о поведении Дороти и согласились начать работу над вирусом, чтобы полностью уничтожить Дороти. Однако Дороти стала подозрительно относиться к своим «богам», и двум исследователям нужно было где-то спрятать разработанные ими программы.
В пятилетнем возрасте программа запуска была успешно реализована в мозгу Риона Штайнера, сына Альберта. У мальчика поднялась высокая температура, он смертельно заболел и едва пережил операцию. Пару лет спустя вирусная программа работала внутри мозга Лилии. Эти двое выздоравливали, поддерживая друг друга, так как операция Лилии казалась даже более серьезной, чем у Риона. Операция каким-то образом оставила двоих с телепатической связью, в которой они были связаны и могли общаться друг с другом своим разумом.
Поскольку вирусные программы были созданы, Дороти запустила проект G. Многие агенты проекта, над которым работали Альберт Штайнер и доктор Паскаль, были убиты. Именно тогда Дороти начала создавать галерианцев — сначала Бёрдмена, потом Риту, а затем Рейнхарта.

### Стадия-А — Мемориальный госпиталь Микеланджело (англ.Stage-A — Michelangelo Memorial Hospital)
В госпитале города Микеланджело учёные проводят эксперименты над Рионом, крепко прикованным к операционному столу. Во сне он слышит женский голос, зовя его по имени и говоря тому что ей страшно. Работник госпиталя, стоящий за пультом управления оборудования операционного стола, вкалывает Риону в шею специальные жидкости зелёного и красного препаратов. Оставшись наедине, Рион силой мысли выкручивает шурупы и крепления оков, удерживающих его руки. Оба учёных, занятых обсуждением друг с другом хода экспериментов, не замечают как на экране монитора камера видеонаблюдения показывает освободившегося мальчика.
Столкнувшись с новым непреодолимым препятствием на своём пути, Рион случайно обнаруживает в себе сверхспособности, но где он и кто такой, этого он даже не представляет. Голос о помощи до сих пор эхом звучит у него в голове. Немного осмотревшись, мальчик понимает что находится в исследовательском здании имеющим отношение к Family Program. Эта программа включает в себя исследование и использование специальных лекарств и хирургических операций для модификации нормальных людей и превращения их в «Галериан» (сверх людей, ⁣ обладающих психическими возможностями). Этот проект проводит доктор Лем (англ. Dr. Lem, в японской версии Dr. Rem) — глава исследовательского департамента, под предводительством некой Дороти (англ. Dorothy), о которой в своих записях писал: «Она станет новым Богом…» (англ. She will become the new God…), но зачем она устроила эту программу — неизвестно.
Вскоре мальчик находит газету «Микеланджело Таймс» (англ. Michelangelo Times) от 20 октября 2522 года со статьёй о профессоре, докторе Альберте Штэйнере (англ. Prof. Albert Steiner / Dr. Steiner), который пропал 10 октября вместе со своей женой Эльзой (англ. Elsa) и сыном Рионом. Полиция также подозревает, что этот инцидент связан с недавним исчезновением доктора Паскаля (англ. Dr. Pascalle) и его дочери Лилии (англ. Lilia), который был близким другом доктора Штэйнера и его коллегой. Проходя по одному из ранее неизведанных помещений, Рион останавливается перед неожиданно включившимися мониторами. На многочисленных экранах появляется незнакомец, знающий имя мальчика и ставящего под сомнение его попытку сбежать. На вопрос Риона: «Кто ты?», незнакомец представляется доктором Лемом, руководителем клиники этого объекта, предупреждая, что не допустит его побега, как самого ценного подопытного и советует вернуться в свою палату. Уничтожая всех встречных на своём пути, обретённой внезапно силой, Рион сталкивается с Кроликами (англ. Rabbits) — неудавшимися галерианами, которые тем не менее очень опасны.
В одном из кабинетов Рион находит краткий отчёт о себе (англ. Rion’s test data):
- 13 октября. Новый молодой по имени Рион был доставлен. Препарат вводится по приказу доктора Лема, руководителя клиники. Проявляются признаки сверхъестественных способностей. Препарат выглядит многообещающим.
- 20 октября. Доза препарата увеличена в 10 раз.
- 23 октября. Рион потерял сознание от передозировки препарата.
- 25 октября. Рион потерял память, с трудом вспоминая лишь своё имя.

В кабинете доктора Лема настенные часы показывают текущее время и дату: 0:20, 10.27.2522 (интерпретируется как 0 часов 20 минут 27 октября 2522 года).
Пытаясь узнать больше информации, Рион подвергается нападению доктора Лема. Тот в последний раз пытается уговорить Риона вернуться в палату, угрожая ему суровой расплатой в случае отказа. В конце концов Лем нападает на Риона, но оказывается сожжён. Под внешностью человека скрывался киборг (или андроид). Уничтожая его, Рион отключает систему безопасности госпиталя и отправляется домой с целью что-нибудь узнать о своей семье. Тем же самым временем за Рионом по монитору следит длинноволосый долговязый парень, ежеминутно противно хихикая.

### Стадия-В — Твой дом (англ.Stage-B — Your House)
Придя в свой дом, Рион обнаруживает, что он совершенно пуст, хотя его прошлые воспоминания о его родителях заставляют галлюцинировать, что они там. После исследования дома, сражаясь с врагами, он узнает правду о работе своего отца, Дороти, о галерианцах, которых она создала, о том, что его родители давно мертвы и что их убили, а также он узнает о трупе доктора Паскаля в машине, затонувшей в озере во дворе. Позже он узнает, что голос, который ранее Рион слышал принадлежит Лилии Паскаль, подруги детства главного героя, и он собирается спасти её. Однако ему противостоит Бёрдмен, у которого была такая же мотивация как у Риона — найти Лилию. Рион убегает от него и приходит в сарай, где он и обнаруживает куклу, которая раньше принадлежала подруге Риона. У них произошел психический контакт, в котором та сообщила ему, что она находится в отеле Вавилон в городе Микеланджело. Вскорее снова появляется Бёрдмен, сделав правильный вывод, что тот знает где находится Лилия и приказывает ему рассказать, где она находится, говоря что тот преследовал от самого госпиталя. Рион реагирует на его атаку, а тот в возбуждении впечатлен в противнике. Победив Бёрдмена, он предупреждает быть осторожен, от чего Рион чувствует себя виноватым в смерти парня. Но он быстро переезжает в город.

### Стадия-C — Вавилон Отель (англ.Stage-C — Babylon Hotel)
Придя в отель, Рион спрашивает администратора здесь ли есть девушка под именем Лилия, на что тот отвечает отрицательно, предлагая ему арендовать отель. Позже, когда Рион входит в свой номер, он пытается с помощью игрушки снова войти в психический контакт с Лилией, но его ударяет током. Позже нам представляют Рейнхарта и Риту, двух галерианцев, тоже ищущие Паскаль. После того, как Рион верно постучит в дверь в номер 204, он встретит Джоуля, наркоторговца, который сделает замечания в его внешности и упомянет, что Рион напоминает ему на «одного из лучших клиентов» и расскажет, что ему кинули неплохой товар. Игрок впервые найдет аполигон, новый ППЕС. Рион будет искать в каждом номере Лилию, сражаясь с несколькими врагами и обнаруживая, что кто-то убивает постояльцев. Встретив Рейнхарта, Блондин понимает, что за всеми убийствами стоит он и не понимает в чем плохого убивать людей, но услышав голос матери он отступает и Рион снова может поговорить с Лилией черех псих. контакт. Лилия говорит, что ей страшно и просит чтобы тот спас её. Позже, зайдя в 305 комнату начинается битва с Рейнхартом и Рионом.
Затем Рион знакомится с сантехником отеля, Кровиком, который говорит, что здание соединено с подземным рестораном. Мальчик обнаруживает там Лилию и воссоединился с ней. К несчастью, Рита тоже находит это место. Будучи старшей сестрой Рейнхарта, она хочет не только поймать Лилию, но и отомстить за смерть своего младшего брата. Несмотря на попытки Риона предотвратить еще одну драку, Рита лишила сознания Лилию и бросает ему вызов. Когда Рион удается одолеть ее, она вводит себе ППЕС, что вызывает короткое замыкание. Позже Рита призналась Риону, что ненавидит себя, свою силу и жизнь, которую дала ей мать, прося его убить ее. Рион, понимая чувства Риты, соглашается положить конец ее жизни; Лилия расстроена таким решением. Рион вместе с Лилией начинают добираться до штаб-квартиры Дороти: Грибная башня.

### Стадия-D — Грибная башня (англ.Stage-D — Mushroom Tower)
Рион немедленно побеждает охранников, надзиравших за заведением, но Паскаль с Штейнером разлучили. Однако он все еще может добраться до нее на вершине башни, столкнувшись лицом к лицу с врагами Дороти, а также с двумя психо-иллюзиями Рейнхарта и Риты. Когда они снова пересекаются, они оказываются в странной комнате: пять капсул, три из которых содержали трех галерианцев, с которыми столкнулся Рион, один неизвестный галериан для Риона Каин, и последний безымянный. Пока Рион все еще в замешательстве, перед ним предстает сам Каин, который объясняет ему правду: он и Рион — братья-близнецы, и оба клоны оригинального Риона Штайнера, который некоторое время назад умер в Мемориальном госпитале Микеланджело. Рион — еще один галерианец, и он был создан Дороти, дополнен некоторыми воспоминаниями оригинала, а также программой активации вируса, с целью найти Лилию. Каин завидовал, что их мать выбрала не его, но в конечном счете был доволен своей миссией : убить Риона после того, как Лилия была бы найдена. Несмотря на то, что Рион расстроен этим откровением, у него все еще есть силы встретиться лицом к лицу, и в итоге он убивает Каина. После того, как последний прощается. Риона утешает Лилия, которая настаивает, что он настоящий Рион, несмотря ни на что.
Эти двое в конечном счете добираются до Дороти, злого A.I, ответственного за все их страдания. Последние поздравляют Риона с его «успехом», поскольку без вируса внутри девушки ничто не может ее остановить. Дороти приказывает Риону убить Лилию, но он отказывается. Разумный компьютер настаивает на ее приказе, говоря, что Рион, несмотря на воспоминания, которые она ему имплантировала, он галерианец, ее творение, а она ее мать и ее Бог; поэтому он должен повиноваться ей. Мальчик снова отказывается, говоря, что даже она могла бы создать его, он не его раб. Разъяренная Дороти объявляет его своим худшим неудачником и пытается убить их обоих. Однако Рион способен пережить ее атаки и просит Лилию передать ему вирус. Дороти начинает умолять сохранить ей жизнь, обещая, что будет лучшей матерью и будет лучше относиться к нему. Но ее мятежное создание, опять же, отказывается встать на сторону искусственного интеллекта и продолжает загружать вирусную программу, уничтожая свою злую мать.
Бой закончился разрушением части Грибной башни, но в процессе мозг Риона был смертельно поврежден. Он лежит в объятиях Лилии, все еще сомневаясь, кто он на самом деле. Лилия настаивала, что он Рион, и что в этом не было никаких сомнений. Рион говорит, что рад познакомиться с ней и умирает у нее на руках.

## Отзывы критиков
| Сводный рейтинг      | Сводный рейтинг |
| Агрегатор            | Оценка          |
| -------------------- | --------------- |
| GameRankings         | 68 %            |
| Иноязычные издания   |                 |
| Издание              | Оценка          |
| AllGame              | [ 8 ]           |
| CVG                  | 6/10            |
| Famitsu              | 30/40           |
| Game Informer        | 8/10            |
| GameRevolution       | C-              |
| GameSpy              | 82 %            |
| IGN                  | 7,5/10          |
| PlayStation Magazine | [ 15 ]          |

На сайте GameRankings игра получила средние оценки. В Японии ее встретили очень хорошо и Famitsu дал ей оценку 30 из 40.